# Bełch
Bełch (Dopływ z Kaczego Bagna) – struga, dopływ Jagodzianki o długości 14,85 km.
Źródła strugi znajdują się w lasach między Łucznicą a Pilawą. Nazwa pochodzi od bełczenia, czyli bulgotania wody. Pod wsią Górki uchodzi do niej potok Rudnik. W miejscowości Osieck poprzez spiętrzenie rzeki powstało sztuczne rozlewisko potocznie zwane "Stawem Osieckim". Od tego momentu nazywana jest Kanałem Osieckim. Po przepłynięciu obok wsi Pogorzel biegnie wzdłuż drogi 805 w stronę miejscowości Warszawice.
W latach 1822 – 1828 podjęto prace melioracyjne, związane z pierwszą próbą osuszenia bagien Całowanie.